# トオカツフーズ
トオカツフーズ株式会社は、神奈川県横浜市港北区にある食品メーカー。中心はファミリーマートなどのコンビニエンスストア向け調理済食品である。日清製粉グループ本社連結子会社。

## 沿革
- 1967年 - 神奈川県川崎市にトーカツ（個人経営）を創業し、調理パンの製造販売開始（発祥地は現在の千葉県鎌ケ谷市ともしており、東葛飾郡という郡名が社名の由来としている）。
- 1968年 - 株式会社化し、株式会社トーカツ設立。
- 1982年 - 現在の社名に商号変更。
- 1988年 - トオカツフーズ株式会社（旧埼玉工場）、株式会社コーヨー（旧川崎工場）および有限会社反田フーズ（旧有限会社まん作や）吸収合併。山梨県および長野県地域の調理パンならびに米飯加工食品の製造販売を分離し、株式会社まん作や（現連結子会社）設立。
- 1991年 - 日本証券業協会に店頭登録（現在のジャスダック）。
- 1993年 - 炊飯米の製造販売を目的とする株式会社ライスフーズトオカツ設立。
- 1995年 - 有限会社ヴィア・マーレが株式会社サペレ・トオカツに組織・商号変更。兵庫県神戸市東灘区に調理パン製造を目的とする株式会社ポオトデリカトオカツ（現連結子会社）設立。
- 1996年 - 株式会社サペレ・トオカツが、株式会社ミスターピザジャパンを吸収合併。
- 1999年 - トオカツ・ライフサービス株式会社吸収合併。
- 2000年 - 東京冷菜株式会社および株式会社サペレ・トオカツを解散。
- 2002年 - 株式会社ライスフーズトオカツを解散。
- 2003年 - 株式会社まん作やを解散。株式会社ファミリコフーズ（現:株式会社グリーンデリカ）全株式取得。
- 2009年 - マネジメント・バイアウト（MBO）により、上場廃止。
- 2019年 - 日清製粉グループ本社が全株式を取得[2]。

## 事業所
- 山北工場 足柄上郡山北町岸597
- 横浜鶴見工場 横浜市鶴見区矢向6-20-48
- 川口工場 埼玉県川口市元郷4-5-1
- 千葉柏工場 千葉県柏市豊四季945-864
- 足利工場 栃木県足利市寺岡町500
- 八千代工場 千葉県八千代市大和田新田727
- 狭山工場 埼玉県狭山市新狭山1-11-18
- 萬作川和工場 横浜市都筑区川和町200-2→名称変更都筑工場2010年5月現在
- 甲府工場 山梨県甲府市徳行2-6-20

## 関連会社
- 株式会社富士食品
  - 本社 東京都足立区保木間5-27-6
- 株式会社ノムラフーズ
  - 本社 京都府京都市伏見区下鳥羽西芹川町66
- 株式会社ポオトデリカトオカツ
  - 本社・神戸工場 兵庫県神戸市東灘区深江浜町36-7
  - 東大阪工場 大阪府東大阪市東鴻池町3-2-12
  - 北陸工場 福井県福井市西開発3-404-5
  - 鳥栖工場 佐賀県鳥栖市酒井西町字榎町638-4
- 株式会社グリーンデリカ
  - 本社・仙台工場 宮城県富谷市成田9-3-4
  - 山形工場 山形県東根市大字東根元東根字一本木7057-15
  - 盛岡工場 岩手県紫波郡矢巾町大字広宮沢第3地割65-3
- 株式会社ポートシェフ
  - 本社 兵庫県神戸市東灘区深江浜町25